# リステリア科
リステリア科（リステリアか、Listeriaceae）は、グラム陽性の真正細菌の科である。桿菌であり、線維を形成することがある。好気性または通性嫌気性。 胞子は形成されない。種によっては、ヒトおよび動物でリステリア症を引き起こす要因となる虞がある。